# NGC 4603D
NGC 4603D је спирална галаксија у сазвежђу Кентаур која се налази на NGC листи објеката дубоког неба.
Деклинација објекта је - 40° 49' 15" а ректасцензија 12h 42m 7,9s. Привидна величина (магнитуда) објекта NGC 4603 износи 13,4 а фотографска магнитуда 14,1. NGC 4603D је још познат и под ознакама ESO 322-55, MCG -7-26-29, DCL 130, IRAS 12394-4033, PGC 42640.